# Neunkirchen (Észak-Rajna-Vesztfália)
Neunkirchen település Németországban, azon belül Észak-Rajna-Vesztfália tartományban. Lakosainak száma 12 909 fő (2023. december 31.).

## Népesség
A település népességének változása:
| Lakosok száma | 14 636 | 13 424 | 13 406 | 12 994 | 13 000 | 12 909 |
|               | 1975   | 2017   | 2019   | 2021   | 2022   | 2023   |